# Отношения между Молдова и Румъния

## Република Молдова
Република Молдова (на румънски: Republica Moldova) е държава в Източна Европа, граничеща с Румъния и Украйна. Преди част от СССР под името Молдавска ССР, днес тя заема района, известен като Бесарабия, както и територии по източния бряг на река Днестър, присъединени през 1940 г. Молдова се обявява за независима страна през 1991 година, но по същото време най-източната ѝ част на свой ред се обявява за независима република под името Приднестровска молдовска република, която остава непризната.
Молдова функционира като парламентарна република. Членка е на ОНД, СТО, ОССЕ и ОЧИС, и се стреми към членство в Европейския съюз.

## Външна политика на Молдова и Румъния
Рухването на Съветския съюз доведе до връзката между 15-те държави, които са довели до определен резултат и са останали обвързани с общи интереси. Разчленяването на бившата империя е довело до проблема за реструктуриране и поддържане на постсъветското пространство. Всички „нови“ държави, включително РM, са наследили от бившия Съветски съюз единна енергийна система, унифицирана система за транспорта и телекомуникациите, система за доставките на петрол и газ, както и свободно придвижване на населението от една държава в друга.
Всички тези фактори, взети заедно, са дали възможност за по-интензивно сътрудничество на постсъветското пространство, а специализацията на дадена страна в производството на определена продукции е станала необходима икономическа реинтеграция в срива на пазарите и политическа зависимост от центъра. Идеята за превръщането на Съветския съюз в икономическа общност на независимите държави коренно е променила характера на международните отношения на бившите републики на Съюза.
С изчезването на бариерите, които са съществували в Европа по време на „студената война“, а също след разпадането на социалистическата система на политически и икономически реформи, разширяването на ЕС на изток е важен фактор в новия европейски ред. В резултат на премахването на Варшавския договор и СИВ, в страните от Източна Европа присъстват радикални вътрешни промени и се формулират нови външно политически насоки, които водят до рязка промяна на планисферата.
От началото на тези процеси, ЕС подписва първите споразумения с Полша, Унгария, Чехословакия и през 1993 г., подписана конвенция с Румъния и България, Чехия и Словакия, както и Балтийските членки (1995) и Словения (1996). Европейският съюз печели, не само с увеличаване на броя на присъединяващите се страни (за половинвековното съществуването на ЕС, броят на членовете нараства от 6 да 15, и 13 са изявили желание да се присъединят към ЕС), но също така и в най-концептуалните аспекти (размери) на Източна си политика. Съветът на Европа подчертава факта, че страните-кандидатки трябва да приемат ценностите и целите на ЕС, установени (фиксирани) в конвенциите и че проблемите с границите и други свързани (приложени или противоречиви) въпроси трябва да бъдат решени преди присъединяването, а фундаменталното изискване за присъединяване към ЕС е изпълнение на критериите от Копенхагенската Конвенция.
Преходът от еднопартийна система към парламентарна демокрация, от планова към пазарна икономика, както и консолидация на гражданското общество – това са промени, които показват стремеж на присъединяване към ЕС. Що се отнася за присъединяването към ЕС от други държави, които могат да бъдат бившите съветски републики, перспективите за незабавно присъединяване не са номинирани, но страните-членки на ЕС не изключват тяхното присъединение (Украйна, Молдова) в близко бъдеще, и само ако в самите държави ще бъдат създадени истински демократични условия, ще има нови икономически реформи.
Разглеждане на външната политика на РМ в процеса на европейската интеграция ни дава възможност да си направим някои изводи. Интеграционните процеси имат значително влияние върху външната политика на всяка държава, и по-специално политиката на РМ, което създава благоприятни условия за социално-политическо развитие на държавата. Активната и последователна външна политика, в съответствие с комплексни процеси, които се провеждат в света, трябва да взема под внимание както вътрешни, така и външни фактори.
В новата геополитическа ситуация, където РМ се опитва да си намери своето място, концепцията на външната политика на РМ все още не е достатъчно подкрепена с научна основа, недостатъчно се основава на истински национален интерес. Като държава, разположена към интересите на могъщи държави, противоречията между тях, Република Молдова може да се движи напред въз основа на ясни насоки и изисквания, които са ясно определени научно.
Намирането на РМ над 15 години в страните от ОНД може да бъде разглеждано по два начина. От една страна, Общността на независимите държави поддържа диалога между бившите републики на Съветския съюз, което спомага, да се охладят етническите конфликти и да се предотврати избухването на граждански войни и въоръжени конфликти. От друга страна, политическите и икономическите неуспехи, от които страда Молдова, както и присъствие на страната в ОНД, нивото на интеграцията, което е по-ниско от нивото на Европейския съюз, бе пречка за участие на РМ в интеграционните процеси в Европа.
В момент, когато ОНД става чисто номинална организация, появява се ГУАМ, като реакция на неуспеха на ОНД да разрешава политическите и икономическите проблеми.
Реализирането на европейската интеграция, което сега е приоритетна задача на външната политика на РМ, до голяма степен зависи от решенията, които взима правителството, от предприетите конкретни стъпки и действия, от нивото на изпълнение на икономически и институционални реформи, на демократизацията на обществото. Само една активна, последователна и динамична политика ще даде възможност за успешна интеграция на РМ в европейските структури. Изпълнението на това, също така е възможно и чрез Плана за действие на Република Молдова – Европейски съюз. Планът за действие, предложен от ЕС, може да се разглежда като подготвителен етап на преход от настоящото сътрудничество към интеграция.
Стратегическия приоритет на Република Молдова е европейската интеграция. Изпълнението на тази задача изисква много време. В момента, РМ все още не отговаря на условията на нито един принцип от Копенхагенската конвенция. Успехът на задачата за интеграция в европейските структури вече до голяма степен зависи от степента на участие на държавните власти. Ето защо, на този етап, трябва да се направят необходимите вътрешни институционални и законодателни реформи за рационализиране на операциите в рамките на Плана за действие на Република Молдова - Европейски съюз. Трябва да се проведе вътрешен план за реформа успоредно с привеждането на националната икономика в съответствие с европейските икономически стандарти. Така икономиката е в основата на политиката. Пълно и успешното интегриране в европейските структури отнема време, на което може да помогне за ускори процеса на успешното членство и участие на РМ в регионалните организации на Европейския съюз.
Успехът на интеграцията на РМ в европейските структури също зависи от подкрепата на Румъния, с които споделяме общ народ, култура, език и история. Като член на НАТО и ЕС от януари 2007 г., Румъния е заинтересована в това, че в съседните държави да отсъства заплаха от вътрешен характер и заплахи за сигурността. Интерес не само по отношение на суверенитета и териториалната цялостност, но също и в привеждането на външната политика на РМ към европейските изисквания.
Като държава лишена от собствени природни ресурси, зависими от суровини на Русия, която провежда политика на икономически натиск, РМ би трябвала да има последователна политика в отношенията с Русия, и постепенно по-успешно да намира нови пазари за търговия и маркетинг на продукти, произведени в страната, на което може да послужи подписване на договори и споразумения не само със страните от Общността на независимите държави, но също така и със страните на Запада, както и страни от други континенти.
Също като и другите страни в Югоизточна Европа, Молдова прави усилия за интегриране в Европейската област на политиката, икономиката и сигурността. Европейския съюз трябва да подкрепи нашата република в опита да участва в множеството програми, стратегии и инициативи.

## Румъния
Румъния е държава в Югоизточна Централна Европа. Тя граничи на североизток с Молдова и Украйна, на запад — с Унгария и Сърбия, а на юг — с България.

## Външна политика на Румъния
Към момента Румъния поддържа двустранни дипломатически връзки със 177 държави от 191-те страни членки на ООН, както и със Светия престол, Суверенния военен орден на Малта и Националната палестинска власт. На 1 януари 2007 г. е приета в Европейския съюз заедно с България.

## Икономика на Румъния
Въпреки положителните тенденции на икономическо развитие (растеж на БВП от 2001 година насам – средно 5%), румънската икономика има нужда от по-нататъшни реформи. Бюрокрация, корупция, продължаващи слабости в правосъдието и митнически проблеми забавят навлизането на чуждестранни капитали.
Известен успех е постигнат по отношение на овладяването на инфлацията, която от 34% (2001) спадна през 2004 г. до 9,2%.
Икономическите показатели сочат наличието на предпоставки за силен икономически растеж, но това зависи и в голяма степен от международната конюнктура.
Продължава приватизацията. През юли 2004 г. беше направена сериозна стъпка в тази насока, когато австрийската фирма OMV купи значителен дял от румънския газов и нефтен концерн PETROM (60 000 работници).
Град Тимишоара може да бъде сочен като пример за икономически „БУМ“ в Румъния. Населението му сега е около 350 000 жители, но в следващите 5 години се очаква удвояването му. В края на 2005 г. тук е открит най-големият търговски център (Shopping Mall) в Европа, към града са насочени огромни чуждестранни инвестиции (от Германия, Австрия, Унгария, Италия, САЩ и др.)
Положителни са и тенденциите в развитието на туризма. През 2003 г. туризмът е привлякъл 780 милиона долара – с 14% повече, отколкото през 2002 г. и 1,1 милиона чуждестранни туристи.
От 1 юли 2005 г. в Румъния започна смяна на парите, като бяха зачеркнати четири нули от старата парична единица. От август 2005 г., курсът е 3,48 леи = 1 евро. В обращение са нови банкноти и монети.
От януари 2005 г. в страната е въведена винетна система за всички видове МПС. Винетки могат да се закупят на ГКПП и по бензиностанциите.
Румъния е известна с традиционното си земеделие – и най-вече със зърнените храни.